# نظارة المسعدة
قرية نظارة المسعدة  هي إحدى القرى التابعة لمركز المحمودية في محافظة البحيرة في جمهورية مصر العربية. حسب إحصاءات سنة 2006، بلغ إجمالي السكان في نظارة المسعدة 5656 نسمة، منهم 2734 رجل و2922 امرأة.